# Halichoeres melasmapomus
Halichoeres melasmapomus Randall, 1981 è un pesce di acqua salata appartenente alla famiglia Labridae.

## Distribuzione e habitat
Proviene dalle barriere coralline dell'oceano Pacifico e dell'oceano Indiano, in particolare dalle isole Cocos e Keeling, Pitcairn e isole Marchesi. Predilige le aree con fondali ricchi di detriti o coralli, a una media profondità, fino a 55 m.

## Descrizione
Presenta un corpo compresso lateralmente, ovale, con la testa dal profilo appuntito. La lunghezza massima registrata per questa specie è di 24 cm. La pinna caudale ha il margine arrotondato. 
La livrea varia abbastanza nel corso della vita del pesce, ma sull'opercolo si mantiene sempre un'ampia macchia nera di forma ovale, con il bordo azzurro pallido, talvolta bianco. Negli esemplari giovanili la colorazione tende al rossastro, e da vicino si possono notare delle sottili striature gialle orizzontali dai bordi irregolari, decisamente più evidenti sulla testa. Gli occhi possono essere sia gialli scuri che rossi. La pinna dorsale non è particolarmente alta, ma è verde con il bordo blu e tre macchie nere, come quella sull'opercolo, con il bordo bianco. Una macchia simile si trova anche sul peduncolo caudale. Presenta canini sporgenti.
Il corpo degli esemplari adulti è verde scuro con talvolta sfumature rossastre, ma sulla testa sono presenti delle nette striature arancioni o rosse chiare, e una è presente anche sulla pinna anale. Non ci sono macchie scure eccetto quella sull'opercolo. La pinna caudale è rossa con una striscia verde e il bordo blu.

## Biologia

### Alimentazione
Si nutre di piccoli invertebrati marini.

### Riproduzione
È oviparo e la fecondazione è esterna. Non ci sono cure nei confronti delle uova.

## Conservazione
Questa specie viene classificata come "a rischio minimo" (LC) perché non sembra essere minacciata da particolari pericoli: non vive in acque particolarmente poco profonde e ha un areale molto ampio.